# Distrito de Gandhinagar
Gandhinagar (en guyaratí; ગાંધીનગર જિલ્લો ) es un distrito de India en el estado de Guyarat . Código ISO: IN.GJ.GA.
Comprende una superficie de 2 163 km².
El centro administrativo es la ciudad de Gandhinagar.

## Demografía
Según censo 2011 contaba con una población total de 1 387 478 habitantes.